# ليونيداس إف. ليفينغستون
ليونيداس إف. ليفينغستون هو سياسي أمريكي، ولد في 3 أبريل 1832 في كوفينغتون في الولايات المتحدة، وتوفي في 11 فبراير 1912 في واشنطن العاصمة في الولايات المتحدة. نشط حزبياً في الحزب الديمقراطي. وقد انتخب عضو مجلس نواب جورجيا ‏ وانتخب عضو مجلس النواب الأمريكي ‏.